# The Rescuers Down Under
The Rescuers Down Under là một bộ phim hoạt hình năm 1990 sản xuất bởi Walt Disney Feature Animation.